# Bernhard Friedrich von Türckheim

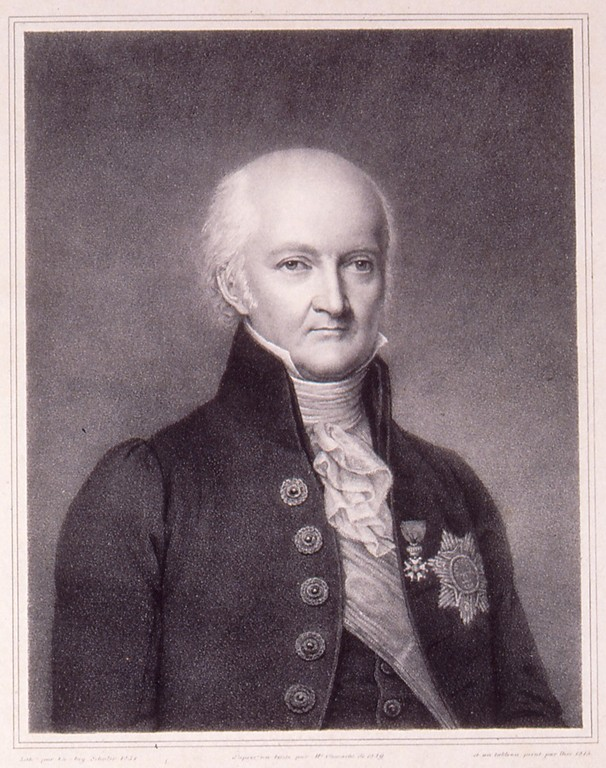
Bernhard Friedrich von Türckheim

Bernhard Friedrich von Türckheim (* 3. November 1752 in Straßburg; † 10. Juli 1831 ebenda, französisch Bernard Frédéric de Turckheim) war ein Straßburger Bankier und elsässisch-französischer Politiker, der von 1809 bis 1810 Finanzminister des Großherzogtums Baden war.

## Herkunft
Bernhard Friedrich von Türckheim war der zweite Sohn von Johann von Türckheim (1707–1793), der 1782 von Kaiser Joseph II. in Anerkennung seiner Verdienste um das deutsche Reich in den Reichsfreiherrnstand erhoben wurde. Die Mutter war Maria Magdalene geborene Henneberg (1720–1793), die Tochter des Kauf- und Handelsherren in Straßburg, Bankiers und Archivars der Stadt Straßburg, Johann Bernhard Henneberg und der Margarete Salome geborene Bischoff. Einer seiner Brüder war der Diplomat Johann von Türckheim.

## Familie
Türckheim heiratete am 25. August 1778 Lili Schönemann, die ehemalige Verlobte von Goethe, mit ihr hatte er fünf Kinder:

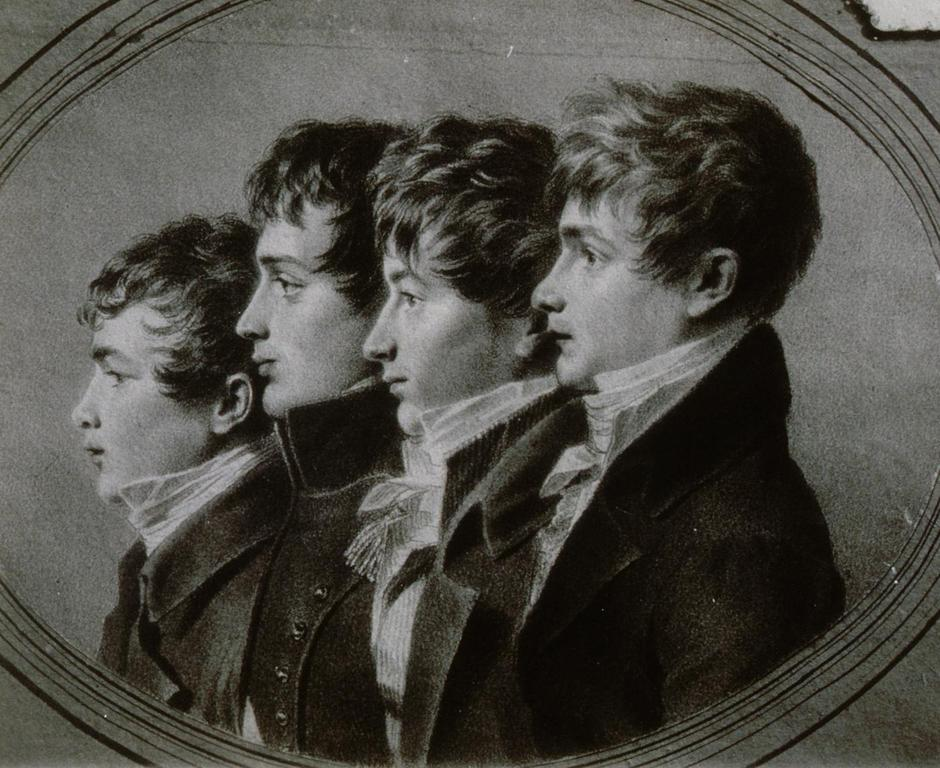
Die vier Söhne von Bernhard Friedrich von Türckheim

- Elise Lili (* 9. August 1779 in Straßburg; † 13. Juli 1865 in Dachstein) ⚭ Adrien Brunck von Freundeck (* 27. Februar 1773 in Straßburg; † 29. November 1806), Sohn von Richard François Philippe Brunck (1729–1803)
- Frédéric (1780–1850), Banker und Bürgermeister von Straßburg ⚭ 1812 Gräfin Friederike Luise von Degenfeld-Schonburg (* 17. Juli 1796; † 19. November 1869)
- Charles (Karl) (* 29. Oktober 1783; † 1862), Banker ⚭ 1807 Cécile Waldner von Freundstein (* 1791; † Juni 1839): sie hatten mindestens ein Kind, Ferdinand von Türckheim (* 31. März 1811; † 14. April 1914), der das einhundertste Lebensjahr erreichte und 1843 Eleonore von Schulthes-Rechberg (* 23. September 1819; † 29. Juni 1912) heiratete[4][5]
- Guillaume (* 18. Oktober 1785; † 12. Januar 1831), Oberstleutnant der Kavallerie ⚭ Amelie (* 6. Januar 1791; † 10. Januar 1854), Tochter von Friedrich von Dietrich, Bürgermeister von Straßburg
- Henri (* 15. Juli 1789; † 28. Februar 1849), Oberstleutnant der Kavallerie ⚭ 1826 Louise (* 2. Oktober 1804; † 30. Juni 1858), eine Tochter des Grafen Gustav Eugen Friedrich Christoph von Degenfeld-Schonburg (1764–1807)

Vom jüngsten Sohn, Henri, stammt die Schauspielerin Charlotte de Turckheim ab.

## Leben
Türckheim absolvierte um 1770 seine Lehrjahre im Bankhaus Schönemann & Heyder in Frankfurt am Main, wo er seine spätere Ehefrau Lili kennenlernte.
Bernhard wurde am 6. Dezember 1793 zum Bürgermeister von Straßburg gewählt. Er übte dieses Amt aber nur kurze Zeit aus, da er am 18. Januar 1794 durch Philippe Rühl vom revolutionären Sicherheitsausschuss des Nationalkonvents seines Amtes enthoben wurde.
Er befürchtete, das gleiche Schicksal zu erleiden wie sein Vorgänger Friedrich von Dietrich und wollte sich auf seine lothringischen Besitzungen bei Postroff zurückziehen. Als er Kenntnis davon erhielt, dass ein Haftbefehl gegen ihn ausgestellt wurde, floh er über Saarbrücken nach Heidelberg und schließlich nach Erlangen. Seine Frau kam mit den vier Kindern als Bäuerin verkleidet dorthin nach.
Nach dem Ende der Terrorherrschaft in der Französischen Revolution kehrte Bernhard 1795 ins Elsass zurück und kaufte 1800 das Landgut Krautergersheim. 1802 bis 1809 war er Mitglied des Direktoriums in Straßburg. 1805 finanzierte er die napoleonische Armee mit einer größeren Summe, die die Soldzahlungen sicherstellen sollte.
1809 wurde er mit Zustimmung von Napoleon Bonaparte und auf Initiative von Sigismund von Reitzenstein zum Finanzminister des Großherzogtums Baden ernannt und nahm diese Aufgabe wahr, bis er am 11. Dezember 1810 zusammen mit Reitzenstein von seinem Amt entbunden wurde. Kurz zuvor – am 22. November – war ihm noch das Großkreuz des badischen Hausordens der Treue verliehen worden.
Er kehrte nach Frankreich zurück und wurde während der Restauration in Frankreich am 22. August 1815 zum Abgeordneten im Département Bas-Rhin gewählt. Er hatte einen Sitz in der zweiten Kammer des Parlaments, der sogenannten Chambre introuvable, die bereits am 5. September 1816 aufgelöst wurde. Die Kammer wurde dominiert von Ultra-Monarchisten (350 der 400 Sitze). Türckheim gehörte zur Minderheitsgruppe der moderaten Monarchisten. Vom 11. September 1819 bis 9. Mai 1823 zog Türckheim nochmals als Vertreter seines Departements in die Abgeordnetenkammer ein. Türckheim war auch Vorsitzender des Départementrats und des Wahlmännerkollegiums in Straßburg. Von 1826 bis 1831 übernahm er die Präsidentschaft der Protestantischen Kirche Augsburgischen Bekenntnisses von Elsass und Lothringen.
Am 28. Oktober 1828 wurde er Mitglied der Ehrenlegion mit dem Grad eines Offiziers.
Er starb am 10. Juli 1831 und wurde in der Kapelle seines Gutes in Krautergersheim bestattet.

### Der Freimaurer
Bernhard Friedrich von Türckheim und sein Bruder Johann von Türckheim zu Altdorf galten als das Zentrum der Freimaurerei im Elsass. Er gehörte zur Straßburger Loge La Candeur und zur Obedienz der Strikten Observanz. 1782 nahm er am Wilhelmsbader Konvent teil.